# Irmei Ferenc
Irmei Ferenc, születési nevén Gruber Ferenc (Pest, 1846. június 29. – Budapest, 1907. február 12.) főreáliskolai tanár és a Petőfi Társaság rendes tagja.

## Élete
Irmei Ferenc, születési nevén Gruber Ferenc (Pest, 1846. június 29. – Budapest, 1907. február 12.) főreáliskolai tanár és a Petőfi Társaság rendes tagja. Középiskoláit szülőhelyén végezte, majd az egyetem hallgatója volt, ahol a modern filológiával, bölcselettel és esztétikával foglalkozott. Azután hírlapíró lett és idejét a publicisztika és műkritika közt osztotta meg. 1873. október 1-től 1875. július 30-ig ideiglenes tanár volt a Budapest, IV. kerületi (belvárosi) községi főreáliskolában. 1876-1881 között a Budapesten a II. kerületi községi polgári fiúiskolában, a Medve Utcai Népiskolában magyar nyelvet és irodalmat, német nyelvet és irodalmat és történelmet tanított az I.-VI. osztályokban. 1882-1900 között Budapesten a VIII. kerületi Práter-utcai Községi Polgári Leányiskola tanára volt. 1900-ban súlyos betegsége miatt nyugdíjba vonult.

## Írásai
Cikkei a Fővárosi Lapokan (1867. Shakespeare és Cervantes, 1872. Tárcza Ferrarából, A góth királyok régi székhelyén Ravennában, a Pizai temetőben, Cicero Tusculumában, Bologna műemlékei, A görög és keresztyén isten a képzőművészetben, Szent Rozália ünnepe, 1873. Nápolyi Johanna, Endre magyar herczeg és Bocaccio, A San-Onofrio kolostorban, Az első keresztyének sírjánál, 1875. Az albaniai tónál, 1882. és 1884. Könyvism., 1885. A murányi Venus); a Reformban (1871. 83-88. sz. A szabad országról, W. Hepworth Dixon után); a Magyarország és a Nagyvilágban (1872. Kirándulás Pompejibe, 1873. Egyház-reformer és aesthetikus, 1874. Budapest újabb építkezései, 1876. Ezerhétszázéves levelek, könyvism., 1877. könyvism. és polemia); Családi Körben (1868. Oelenschleger a dán költő), a Századunkban (1868. 121-125. sz. könyvism) a Budapesti Közlönyben (1872. 66., 67. sz. Róbert Lipót.); a Figyelőben (1872. A Colosseum, Modern szobrászat Olaszországban 1873. 34. sz. Fiesole); az Athenaeumban (1873. Az olasz földről, Velenczei festészet, 1874. Velasquez); a Pesti Naplóban (1875. 79., 80. sz. A classicai régészet állása a külföldön, 1876. 96. sz. Pannonhalmán), a Magyarországban (1879. 125. sz. könyvism.) Havi Szemlében (III. 1879. Egy franczia történetíró), a Koszorúban. (I. 1879. A középkori költők ismeretköre, II. Franczia vélemény Petőfiről Vajda János, IV. 1880. Csiky Gergely jellemrajza, V. 1881. Theokritos idylljei és könyvism.), a Századokban (1879. könyvism.), a Figyelőben (VII. 1879. Gyula Pál emlékbeszédei), az Ellenőrben (1880. 215. és 566. sz. könyvismertetés); Pesti Hirlapban (1881. 39. szám. Valami a historiai pályadyjakról), a Nemzetben (1882. 122. sz. A karácsonyi könyvpiacz és költészetünk, 1883. 23. sz. Mátyásy József, egy régi magyar poéta), a Budapesti Hirlapban (1884. 316., 320. sz. könyvism.), a Harmoniában (1884. könyvismertetés), az Ország-Világban (1887. Attila kincse), a Nemzetben (1887. 62. sz. Régészetünk és az Archaeologiai Értesítő), az Arch. Értesítőben (1889. könyvismertetés), a Magyar Hírlapban (1891. 61. sz. Az opera intendánsai, 86. sz. Hibás szólásmódok, 99. sz. Hibás betű, hibás szó, 167. sz. Az opera szöveg).

## Munkái
- Az aranypróba. Eredeti szinmű 4 felv. Bpest, 1879 (M. Könyvesház 64., 65. sz.)
- Juvenalis. Uo. 187. (különny. Szana Koszorújából és Egyetemes könyvtár. Győr, 1889. 23. sz. Ism. Egyet. Philol. Közlöny. 1879)
- Világtörténet a felsőbb- és polgári leányiskolák számára. Bpest, 1888 (2. kiadás. Uo. 1893)
- Magyar alkotmánytan az elemi népiskolák számára. ott, 1890 (Balóval együtt.)
- A magyar nemzet története. Polgári fiú- és leányiskolák számára. Uo. 1894
- Bourdeau, János: A jelenkori gondolkozás mesterei. Ford. A Magyar Tudományos Akadémia Könyvkiadó Vállalata. Új folyam (72). Magyar Tudományos Akadémia, Budapest. 1907